# Anett Kölpin
Anett Kölpin (* 6. Dezember 1963 in Greifswald) ist eine deutsche Musikerin, Sängerin und Klavierspielerin.

## Biografie
Kölpin sang in ihrer Jugend im Chor und erhielt Klavierunterricht. In der Zeit von 1982 bis 1986 absolvierte sie ihr Gesangsstudium an der Hochschule für Musik „Hanns Eisler“ Berlin. Nebenbei war sie Mitglied mehrerer Amateurbands. 1984 war sie Preisträgerin beim Nachwuchsfestival Goldener Rathausmann in Dresden.
Bei ihrer Abschlussprüfung wurde Rainer Oleak auf sie aufmerksam; er verpflichtete sie 1987 als Nachfolgerin von Anke Schenker bei der Gruppe Datzu. Bis zur Auflösung der Band 1990 war sie ein festes Bandmitglied.
Sie moderierte beim ORB einige Kindersendungen. Sie heiratete den damaligen Manager von Datzu. Kölpin wurde Mutter eines Sohnes; Ende der 1990er Jahre scheiterte ihre Ehe.
Ein Jugendfreund aus ihrer ehemaligen Schule in Greifswald, der Ex-Schauspieler Thomas Putensen, bekannt als einer der beiden Helden im DEFA-Film Ete und Ali, überredete sie, wieder ins Musikgeschäft einzusteigen. 1996 trat sie mit dem Lied Für Dich... mein Kind bei der deutschen Vorentscheidung zum Eurovision Song Contest an.
Ihr erstes neues Werk war das Morgen-Lied, das symbolisch für die Zeit zwischen den beiden Karrieren der Anett Kölpin steht.

## Diskografie (Auswahl)
- Anett Kölpin & Datzu Wenn es wärmer wird, produziert von Ingo Politz
- 1988: Bist du noch wach? (Amiga)
- 2007: 40 Jahre Amiga - Box 1 - Datzu (CD 3) (Amiga/BMG)